# Letteratura australiana
La letteratura australiana è iniziata poco dopo la colonizzazione europea in Australia. Tra gli argomenti più frequenti vi sono l'identità indigena dei coloni, l'alienazione e l'esilio.

## Storia

### XIX secolo
Le opere iniziali tendono ad essere di una grande varietà, con la storia della nuova frontiera dell'outback australiano. scrittori come Rolf Boldrewood, Marcus Clarke e Giuseppe Furphy personificano questa volta con le storie che tentano di registrare accuratamente il vernacolo degli australiani ordinari. Questi romanzieri hanno anche fornito preziose informazioni sulle colonie penali che hanno contribuito a formare il paese, nonché sui primi insediamenti rurali. visioni romantiche dei personaggi Outback e Duri che vedevano svolgere un ruolo importante nel plasmare la psiche della nazione australiana ed i cowboy del vecchio West americano e i Gaúcho della Pampa Argentina a far parte dell'immagine stessa di queste nazioni.
Il primo romanzo di Australia, Quintus Servinton: A Tale Founded upon Incidents of Real Occurence è stato scritto e pubblicato in Tasmania nel 1831. Il suo autore era il falsario inglese condannato Henry Savery e pubblicato anonimo, anche se il suo autore è diventato un segreto di Pulcinella. Questo lavoro è visto come un'autobiografia segreta intesa a dimostrare come la sua controparte fittizia fosse diversa dalla popolazione colpevole generale.
Nel 1838, il romanzo gotico The Guardian: una favola di Anna Maria Bunn fu pubblicata a Sydney. Fu il primo romanzo australiano pubblicato in Australia e il primo romanzo australiano scritto da una donna.

## Poesia
La poesia ha avuto un ruolo importante nella fondazione della letteratura australiana. Henry Lawson, figlio di un marinaio norvegese, è uno dei più noti poeti e scrittori del periodo coloniale australiano ed è spesso definito il "più grande scrittore" dell'Australia. Lawson è stato ampiamente riconosciuto come il poeta più popolare in Australia e, nel 1922, è diventato il primo scrittore australiano ad essere onorato con un funerale di stato. Nel 1966, l'immagine di Henry Lawson illustrò il primo conto di dieci dollari australiani.
Altri due importanti poeti australiani erano Christopher Brennan e Adam Lindsay Gordon. Gordon è stato definito il "poeta nazionale australiano" ed è l'unico australiano con un monumento nell'angolo dei poeti dell'Abbazia di Westminster in Inghilterra. Sia Gordon lavora come Brennan (ma soprattutto quest'ultimo) conformarsi agli stili tradizionali della poesia, con molte allusioni classiche e, quindi, sono integrati nella sfera della cultura occidentale. Ma, allo stesso tempo, l'Australia ha prodotto una tradizione di canzoni popolari e ballate. Henry Lawson e Banjo Paterson furono due dei maggiori esponenti di queste popolari ballate. Banjo era probabilmente responsabile della creazione della più famosa canzone popolare australiana Waltzing Matilda, che è stata proposta come inno nazionale. Per gli australiani, è la canzone più profondamente radicata e affettuosa, grazie alla quale esiste un museo a lei dedicato a Winton, nel Queensland. Altra importante poetessa del XX secolo fu Oodgeroo Noonuccal, che difese, tra l'altro, i diritti degli aborigeni australiani.